# Calochortus flexuosus
Calochortus flexuosus là một loài thực vật có hoa trong họ Liliaceae. Loài này được S.Watson miêu tả khoa học đầu tiên năm 1873.